# Bow Wow Wow
Bow Wow Wow var en brittisk new wave-grupp som bildades 1980. Gruppen är mest ihågkommen för låten "I Want Candy" som tog sig till nionde plats i Storbritannien 1982. Gruppen har återförenats några gånger, men tog en paus från 2006. Bandet återförenades 2010.

## Diskografi

### Studioalbum
- Your Cassette Pet (EMI WOW 1, cassette, 1980)

1. "Louis Quatorze"
2. "Gold He Said"
3. "Uomo Sex Al Apache"
4. "I Want My Baby on Mars"
5. "Sexy Eiffel Towers"
6. "Giant Sized Baby Thing"
7. "Fools Rush In"
8. "Radio G. String"

- See Jungle! See Jungle! Go Join Your Gang, Yeah. City All Over! Go Ape Crazy. (1981, RCA RCALP 3000)

1. "Jungle Boy"
2. "Chihuahua"
3. "Prince of Darkness (Sinner! Sinner! Sinner!)" (Instrumental)
4. "Mickey Put It Down"
5. "(I'm a) TV Savage"
6. "Elimination Dancing"
7. "Golly! Golly! Go Buddy!"
8. "King Kong"
9. "Go Wild in the Country"
10. "I'm Not a Know It All"
11. "Why Are Babies So Wise?"
12. "Orang-Outang"
13. "Hello, Hello Daddy (I'll Sacrifice You)"

- When the Going Gets Tough, the Tough Get Going (RCA RCALP 6068, 33rpm LP) Feb 1983

1. "Aphrodisiac"
2. "Do You Wanna Hold Me?"
3. "Roustabout"
4. "Lonesome Tonight"
5. "Love Me"
6. "What's the Time? (Hey Buddy)"
7. "Mario (Your Own Way to Paradise)"
8. "Quiver (Arrows in My)"
9. "The Man Mountain"
10. "Rikki Dee"
11. "Tommy Tucker"
12. "Love, Peace and Harmony"

### Remixalbum
- Wild in the U.S.A. (Cleopatra CLP 0424-2, CD, 1999)

Remixed Tracks: 1 to 6; Live Tracks: 7 to 20.
1. "I Want Candy" (Razed in Black Mix)
2. "W.O.R.K." (Atomic Dog Mix Remixed by Wayne Hussey of the Mission UK)
3. "C30 C60 C90 Go!" (Remixed by Kevin Haskins of Love & Rockets Remix)
4. "Do You Wanna Hold Me" (CKB Remix)
5. "W.O.R.K." (Spahn Ranch Mix)
6. "I Want Candy" (Girl Eats Boy Remix)
7. "Giant Sized Baby Thing" (Live)
8. "Louis Quatorze" (Live)
9. "Baby, Oh No!" (Live)
10. "Sexy Eiffel Towers" (Live)
11. "See Jungle" (Live)
12. "Mile High Club" (Live)
13. "Uomo Sex Al Apache" (Live)
14. "Prince of Darkness" (Live)
15. "Go Wild in the Country" (Live)
16. "Aphrodisiac" (Live)
17. "I Want Candy" (Live)
18. "C30 C60 C90 Go" (Live)
19. "Do You Want to Hold Me" (Live)
20. "What's the Time (Hey Buddy)" (Live)

### Samlingsalbum
- 12 Original Recordings (Harvest ST-12234, 1982)

1. "C30, C60, C90 Go"
2. "Louis Quatorze"
3. "Gold He Said"
4. "Mile High Club"
5. "Radio G-String"
6. "Uomo Sex Al Apache"
7. "W.O.R.K. (Extended Version)"
8. "Sexy Eiffel Towers"
9. "I Want My Baby On Mars"
10. "Fools Rush In"
11. "Sun, Sea & Piracy"
12. "Giant Sized Baby Thing"

- I Want Candy (album) (RCA AFL1-4375, 1982)

1. "I Want Candy" (Song, cover of the The Strangeloves' original)
2. "Baby, Oh No"
3. "Louis Quatorze" (Rerecording of the original version)
4. "Cowboy"
5. "Mile High Club" (Rerecording of original version)
6. "Go Wild in the Country" (Rerecording of the original version)
7. "Jungle Boy" (Rerecording of the original version)
8. "El Boss Dicho"
9. "(I'm a) TV Savage"
10. "King Kong"

### EP
- The Last of the Mohicans (RCA CPL1-4314, 1982)

1. "I Want Candy"
2. "Cowboy"
3. "Louis Quatorze" (Rerecording of the original version)
4. "The Mile High Club"

- Teenage Queen (RCA RPL-1001, 1982 and RCA Japan PPS-73)

1. "Teenage Queen"
2. "Joy Of Eating Raw Flesh"
3. "El Bosso Dicho!"
4. "I Want Candy"
5. "Cowboy"

### Singlar
- "C30, C60, C90, Go!" b/w "Sun, Sea and Piracy" (EMI 5088, 45rpm single) Jul 1980 #34 UK
- "Your Cassette Pet" Dec 1980 #58 UK
- "W.O.R.K. (N.O. Nah, No No My Daddy Don't)" b/w "C30, C60, C90, Anda" (EMI 5153, 45rpm single) Mar 1981 #62 UK
- "Prince of Darkness" b/w "Orang-outang" (RCA 100, 45rpm single) Jul 1981 #58 UK
- "Chihuahua" b/w "Golly! Golly! Go Buddy!" (RCA 144, 45rpm single) Oct 1981 #51 UK
- "Go Wild in the Country" b/w "El Bosso Dicho" (RCA 175, 45rpm single) Jan 1982 #7 UK
- "See Jungle! (Jungle Boy)" b/w "(I'm a ) TV Savage" (RCA 220, 45rpm single, double A-side) Apr 1982 #45 UK
- "I Want Candy" b/w "King Kong" (RCA 238, 45rpm single) May 1982; #39 AUS, #9 UK
- "Louis Quatorze" b/w "Mile High Club" (RCA 263, 45rpm single) Jul 1982 #66 UK
- "Fools Rush In" b/w "Sex (Instrumental)" (EMI 5344, 45rpm single) Sep 1982
- "Do You Wanna Hold Me?" b/w "What's the Time (Hey Buddy)" (RCA 314, 45rpm single) Feb 1983 #47 UK
- "I Started Something" (Cleopatra, iTunes release) Jan 2007